# Amorphophallus johnsonii
Amorphophallus johnsonii är en kallaväxtart som beskrevs av Nicholas Edward Brown. Amorphophallus johnsonii ingår i släktet Amorphophallus och familjen kallaväxter. Inga underarter finns listade.